# Kim Hye-ok (deportista)
Kim Hye-Ok (24 de marzo de 1988) es una jugadora de voleibol retirada norcoreana. Fue parte del equipo nacional de voleibol femenino de Corea del Norte. 
Participó en los Juegos Asiáticos 2010. Jugó en el club Sobaeksu en 2010.